# Una trompeta llunyana
Una trompeta llunyana (títol original en anglès A Distant Trumpet) és una pel·lícula estatunidenca dirigida per Raoul Walsh i estrenada l'any 1964. Ha estat doblada al català.

## Argument
Al tinent Mathew Hazart, que acaba de sortir de l'Acadèmia Militar dels Estats Units, el destinen a Fort Delivery, a prop de la frontera mexicana, darrere de la qual s'atrinxeren Àguila de Guerra i les seves tropes índies. Mathew aconsegueix que els homes del fort es tornin a comportar com a soldats i s'enamora de Kitty, la dona d'un altre tinent. Tot seguit ha de complir una missió i negociar la pau amb Àguila de Guerra. Mathew es guanya la confiança del vell cabdill indi, però els polítics no respecten el compromís a què s'ha arribat amb els indis.

## Comentaris
Una trompeta llunyana va ser l'últim film de Raoul Walsh i en el qual va demostrar, un cop més, el seu mestratge, especialment en les batalles.

## Repartiment
- Troy Donahue: Matthew Hazard
- Suzanne Pleshette: Kitty Mainwarring
- William Reynolds: Teddy Mainwarring
- James Gregory: Alexander Quaint
- Diane McBain: Laura Frelief
- Claude Akins: Seely Jones
- Kent Smith: Secretari de guerra